# لشنگک (استان اوپوله)
لشنگک (به لاتین: Leśnik) یک روستا در لهستان است که در گمینا گووگووک واقع شده‌است.